# Antidythemis trameiformis
Antidythemis trameiformis é uma espécie de libélula da família das libelinhas (Libellulidae), que ocorre na América do Sul, incluindo o Brasil.